# Agrostis pulchella
Agrostis pulchella é uma espécie de gramínea do gênero Agrostis, pertencente à família Poaceae.